# Helga Øvsthus
Helga Øvsthus in  Fenne (1º agosto 1964) è un'ex biatleta norvegese.
È moglie di Gisle Fenne e madre di Hilde, a loro volta biatleti di alto livello.

## Biografia
In Coppa del Mondo ottenne il primo podio, nonché primo risultato di rilievo, l'11 marzo 1988 a Oslo Holmenkollen (3ª) e l'unica vittoria il 19 marzo successivo a Jyväskylä.
In carriera prese parte a tre edizioni dei Mondiali (6ª nella gara a squadre a Minsk/Oslo/Kontiolahti 1990 il miglior risultato).

## Palmarès

### Coppa del Mondo
- 2 podi (entrambi individuali[2]):
  - 1 vittoria
  - 1 terzo posto

#### Coppa del Mondo - vittorie
| Data          | Località  | Nazione   | Specialità |
| ------------- | --------- | --------- | ---------- |
| 19 marzo 1988 | Jyväskylä | Finlandia | SP         |

Legenda:

SP = sprint